# Sakura Hime Kaden
Sakura Hime Kaden (桜姫華伝), Legenden om Prinsessan Sakura, är en  Shōjo manga av mangatecknaren Arina Tanemura. Den blev först publicerad i tidningen Ribon 1 december 2008 och har getts ut i 12 volymer. Serien finns inte på svenska.